# Israel Olatunde
Israel Olatunde (* 29. Mai 2002 in Drogheda) ist ein irischer Leichtathlet, der sich auf die Kurzsprintdistanzen spezialisiert hat.

## Leben
Israel Olatunde ist der Sohn nigerianischer Eltern. Sie wanderten, zusammen mit seinem älteren Bruder Gabriel 1999 nach Irland aus um ihren Kindern ein besseres Leben ermöglichen zu können. Israel und seine ältere Schwester Sharon, wurden in Drogheda geboren und wuchsen anschließend in Dundalk auf. Seine Mutter trat in ihrer Kindheit in Nigeria bereits als Sprinterin an. Olatunde selbst begann als Elfjähriger bei Gerry McArdle mit dem Leichtathletiktraining. Zuvor versuchte er sich auch im Gaelic Football, Fußball und Basketball. Er besuchte bis 2019 das St Mary’s College in Dundalk und nahm anschließend ein Informatikstudium am University College Dublin auf. Olatunde ist gläubiger Christ und ist seit der Kindheit mit der irischen Sprinterin Rhasidat Adeleke befreundet, die ebenfalls nigerianischer Abstammung ist.

## Sportliche Laufbahn
Olatunde sammelte 2018 erste internationale Wettkampferfahrung als Sprinter. Zunächst wurde er in 10,73 s irischer U20-Meister im 100-Meter-Lauf. Im Sommer trat er bei den U18-Europameisterschaften in Ungarn an. Dort zog er in das Halbfinale ein, worin er anschließend als Fünfter seines Laufes allerdings ausschied. 2019 wurde er irischer U20-Hallenmeister im 60-Meter-Lauf. Ende Juni lief er in Mannheim in 10,63 s einen neuen irischer U18-Rekord im 100-Meter-Lauf. Einen Monat später startete er über 100 Meter und im Staffelwettbewerb beim Europäischen Olympischen Jugendfestival in Baku. Im Finale belegte er zunächst im Sprint den siebten Platz. Wenige Tage später erreichte er die gleiche Platzierung mit der Staffel. 2020 nahm Olatunde in der Halle zum ersten Mal an den irischen Meisterschaften er Erwachsenen teil. Dort belegte er den sechsten Platz im 60-Meter-Lauf. 2021 qualifizierte er sich für die Teilnahme bei den Halleneuropameisterschaften in Polen und damit für seine erste Teilnahme an internationalen Meisterschaften im Erwachsenenbereich. Bei seinem Debüt schied er als Vierter seines Vorlaufes vorzeitig aus. Im Sommer stellte er im Finale der irischen Meisterschaften in 10,49 s eine neue 100-Meter-Bestzeit auf und sicherte sich, trotz seiner erst 19 Jahre, seinen ersten nationalen Meistertitel. Einen Monat danach startete er bei den U20-Europameisterschaften in Tallinn an. Dort kam er im Halbfinale nicht ganz an seine Bestzeit heran und verpasste in 10,51 s als Dritter seines Laufes den Einzug in das Finale. Auch mit der Sprintstaffel verpasste er anschließend das Finale.
2022 siegte Olatunde zum ersten Mal bei den irischen Hallenmeisterschaften und qualifizierte sich zudem im 60-Meter-Lauf für die Hallenweltmeisterschaften in Belgrad. Dort schied er als Vierter seines Vorlaufes aus. Später im Freien steigerte er sich zunächst auf eine Zeit von 10,24 s über 100 Meter und konnte damit im August bei den Europameisterschaften in München an den Start gehen. Er konnte dort seinen Vorlauf gewinnen und überstand auch das Halbfinale. Darin verbesserte er den Nationalrekord Irlands von Paul Hession aus dem Jahr 2007 um 0,02 Sekunden auf 10,17 s, womit er den sechsten Platz belegte. Wenige Tage danach, bestritt er auch mit der Staffel die Vorläufe. Allerdings konnte das irische Quartett den Vorlauf nicht beenden. 2023 steigerte Olatunde im Februar in der Halle den irischen Rekord im 60-Meter-Lauf auf 6,57 s. Anfang März trat er bei den Halleneuropameisterschaften in Istanbul an. Dort schied er im Halbfinale aus. Im Juli trat er bei den U23-Europameisterschaften im finnischen Espoo ein. Dort konnte er in das Finale des 100-Meter-Laufes einziehen, in dem er als Achter den letzten Platz belegte. 2024 qualifizierte er sich für die Hallenweltmeisterschaften in Glasgow. Im Vorlauf lief er seine Saisonbestzeit in der Halle, verpasste dennoch als Vierter seines Laufes den Einzug in das Halbfinale. Anfang Juni trat er in Rom zum zweiten Mal bei den Europameisterschaften an. Dort erreichte er im 100-Meter-Lauf das Halbfinale.
Zwischen 2021 und 2023 wurde Olatunde drei Mail irischer Meister im 100-Meter-Lauf sowie 2022 bis 2024 Hallenmeister über 60 m.

## Wichtige Wettbewerbe
| Jahr               | Veranstaltung                           | Ort                | Platz              | Disziplin          | Zeit               |
| Startet für Irland | Startet für Irland                      | Startet für Irland | Startet für Irland | Startet für Irland | Startet für Irland |
| ------------------ | --------------------------------------- | ------------------ | ------------------ | ------------------ | ------------------ |
| 2018               | U18-Europameisterschaften               | Győr               | 5. (2. Halbfinale) | 100 m              | 11,09 s            |
| 2019               | Europäisches Olympisches Jugendfestival | Baku               | 7.                 | 100 m              | 10,82 s            |
| 2019               | Europäisches Olympisches Jugendfestival | Baku               | 7.                 | Staffelwettbewerb  | 1:56,94 min        |
| 2021               | Halleneuropameisterschaften             | Toruń              | 4. (8. Vorlauf)    | 60 m               | 6,79 s             |
| 2021               | U20-Europameisterschaften               | Tallinn            | 3. (2. Halbfinale) | 100 m              | 10,51 s            |
| 2021               | U20-Europameisterschaften               | Tallinn            | 6. (2. Vorlauf)    | 4 × 100 m          | 41,06 s            |
| 2022               | Hallenweltmeisterschaften               | Belgrad            | 21.                | 60 m               | 6,66 s             |
| 2022               | Europameisterschaften                   | München            | 6.                 | 100 m              | 10,17 s            |
| 2022               | Europameisterschaften                   | München            |                    | 4 × 100 m          | DNF (Vorlauf)      |
| 2023               | Halleneuropameisterschaften             | Istanbul           | 18.                | 60 m               | 6,69 s             |
| 2023               | U23-Europameisterschaften               | Espoo              | 8.                 | 100 m              | 10,44 s            |
| 2024               | Hallenweltmeisterschaften               | Glasgow            | 26.                | 60 m               | 6,70 s             |
| 2024               | Europameisterschaften                   | Rom                | 19.                | 100 m              | 10,40 s            |

## Persönliche Bestleistungen
Freiluft
- 100 m: 10,17 s, 16. August 2022, München, (irischer Rekord)
- 200 m: 21,80 s, 4. August 2021, Belfast

Halle
- 60 m: 6,57 s, 19. Februar 2023, Dublin, (irischer Rekord)